# Coptoeme ndzidense
Coptoeme ndzidense là một loài bọ cánh cứng trong họ Cerambycidae.